# Ofre i den russisk-ukrainske krig
Tab i den russisk-ukrainske krig inkluderer seks dødsfald under annekteringen af Krim i 2014 af Den Russiske Føderation, 14.200-14.400 militære og civile dødsfald under krigen i Donbas,  og op til 1.000.000 estimerede tab under den russiske invasion af Ukraine frem til midten af september 2024. 
Krigen i Donbas' mest dødbringende fase (før 2022) fandt sted før Minsk-aftalerne, som havde til formål at opnå våbenhvile og en løsning. På trods af varierende rapporter om ukrainske militære tab på grund af underrapportering, blev de officielle tal til sidst opgjort, hvilket indikerede betydelige militære og civile tab på begge sider. Krigen medførte også et betydeligt antal forsvundne og fangne personer, med bestræbelser på at udveksle fanger mellem de stridende parter. Udenlandske krigere og civile tab bidrog til krigens kompleksitet, med international involvering og konsekvenser, der strakte sig ud over de umiddelbare konfliktzoner.